# Departma Magdalena
Departma Magdalena (španska izgovarjava: [maɣðaˈlena]) je departma Kolumbije z več kot 1,3 milijona prebivalcev na severu države ob Karibskem morju. Glavno mesto departmaja Magdalena je Santa Marta in je dobil ime po reki Magdaleni. Podedoval je ime ene od prvotnih devetih zveznih držav Združenih držav Kolumbije, ki je vključilo njegovo sedanje ozemlje.

## Geografija

### Lega
Departma Magdalena leži na severni obali kolumbijske karibske regije.
Na severu meji na Karibsko morje. Na severovzhodu meji na departma La Guajira, ki ga deli reka Palomino. Na vzhodu meji na departma Cesar, ki ga deloma deli reka Guaraní.
Na zahodu ga deli reka Magdalena in meji na departmaja Atlantico na severozahodu ter Bolívar na zahodu in jugozahodu.

### Hidrologija

#### Porečja
Ozemlje departmaja Magdalena tvorijo štirje drenažni bazeni, ki so po sestavi in pomembnosti zelo različni.
Severna pobočja Sierra Nevada
Porečje zahodnega pobočja Sierre Nevade je na severnem delu departmaja. Sierra Nevada de Santa Marta iz izvir za različne reke, ki tečejo predvsem skozi občino Santa Marta in se na koncu izlivajo v Karibsko morje.
Reke, ki so del tega porečja, so:
- Palomino
- Don Diego
- Buritaca
- Guachaca
- Mendiguaca
- Piedras
- Manzanares
- Gaira

Jugozahodna pobočja Sierra Nevada
To porečje zbira svoje vode iz rek, ki prihajajo z južnih in zahodnih pobočij Sierre Nevade. Povodje namaka velika območja občin Ciénaga, Zona Bananera, Fundación, Aracataca in El Retén, ki so srce kmetijskega in živinorejskega gospodarstva departmaja. Reke, ki so del tega porečja, so:
- Frío
- Sevilla
- Tucurinca
- Aracataca
- Fundación
- Rosa Creek

Sestavljeno je tudi iz majhnega števila arroyov (suha struga), ki tečejo le v deževnih obdobjih.
To porečje obsega tudi Ciénaga Grande de Santa Marta, največje močvirje na severu države, ki ga tvori 16 manjših močvirij, ki so znotraj povezana s potoki. Ravnovesje močvirja je občutljivo, odvisno od sladke vode, ki prihaja iz Sierra Nevade, in občasnih poplav reke Magdalene ter slane vode, ki prihaja iz ustja močvirja v morje, ki jo nosi tok in se vije v močvirje.
Porečje reke Magdalena
Porečje reke Magdalene je največje v departmaju, tvorijo ga reka Magdalena in njeni pritoki, ki se napajajo z reko in močvirjem.
V tem bazenu je tudi depresija Mompóx. Ta depresija poteka od močvirja Zapatosa do delte reke Magdalene. Ta depresija zbira največ vode v departmaju, saj njene vode odvajajo reka Cauca, reka Cesar in reka San Jorge. Reka Magdalena je daleč najbolj bogata reka med njimi in v deževnem obdobju, ko se razlije, povzroči, da druge reke tečejo nazaj, ne prej, da se prelije močvirje in včasih poplavi nekatere doline.
Porečje reke Ariguaní
Reka Ariguaní se izliva v reko Magdaleno skozi močvirje Zapatosa in prekriva osrednje doline departmajev Magdalena in Cesar, ki sta glavni območji kmetijstva in živinoreje v karibski regiji.
Močvirja
Za departma Magdalena so značilna številna močvirja in obsežne močvirne doline. Celotna zahodna stran departmaja je posejana z močvirji in jezeri zaradi reke Magdalene, ki na tej strani meji na departma. Večina tega močvirja je na severozahodni strani. Stalna močvirja so Chilloa, La Rinconada, Tesca, Pijiño, Juan Criollo, Jaraba, Playa Afuera, Ciénaga Grande de Santa Marta in Zapatosa.
Ciénaga Grande de Santa Marta je največje in daleč najpomembnejše močvirje v departmaju Magdalena in eno najpomembnejših močvirij v državi. Je na severozahodu departmaja in je od morja ločeno z zelo tankim robom kopnega. Razteza se na 4280 km², od tega je 730 km² le vodna ogledala z globino od 2 do 6 metrov.
Močvirje Zapatosa, ki je v občini El Plato na najbolj južnem delu departmaja, si deli z departmajem Cesar, ki nadzoruje večino njegovih voda. Razteza se na 310 km² in na najglobljem mestu doseže približno 8 m. Vanj se zlijejo številne reke različnega pomena. Barje Zapatosa se izliva v reko Magdaleno s približno 16 km dolgim krakom.

### Podnebje
Departma Magdalena ima zaradi svojega terena in bližine morja nestabilno vreme. Njegovo podnebje narekuje predvsem njegova globalna lega, in ker je na intertropskem konvergenčnem območju, ima inter-tropsko podnebje. Na temperaturo v departmaju vplivajo oceanski tokovi, padavine in zračni tlak; v glavnem so visoke temperature z visoko vlažnostjo, vendar se temperature spreminjajo z dvigom nadmorske višine.
Nadmorska višina departmaja sega od 0 do 5775 m, drastične višinske spremembe delijo ozemlje na tako imenovana termalna tla. Med temi tlemi ni trdnih ali določenih ločnic, saj lahko lokalni dejavniki vplivajo na temperaturo. Prvih 200 m nadmorske višine se štejejo za tople dežele, zavzemajo veliko območje ozemlja departmaja, povprečna temperatura je 30 °C. Glavna urbana središča so v toplih deželah, vključno z vsem mestnim središčem Santa Marte. Nadmorska višina se poveča zaradi Sierra Nevada de Santa Marta, izolirane gore, najvišje na morski gladini, temperature pa se z višino spreminjajo.

### Vetrovi
Prisotnost Sierra Nevade na tem območju države ima posledice v podnebju departmaja, SNSM stoji zavetrno in blokira pot pasatom, ki pihajo s severa in severovzhoda, kar ustvarja večje kopičenje oblakov in padavine. Vetrovi, ki se zaletavajo v goro, se vzpenjajo v orografskem dvigu, ta hladnejši zrak ne more zadržati vlage tako kot topel zrak, kar učinkovito dviguje relativno vlažnost, ustvarja oblake in pogosto padavine. Oblaki, ki uspejo preiti goro, se naglo gibljejo navzdol in ustvarjajo fen vetrove, ki dvigujejo temperaturo območja zahodno od Sierre, kamor spadata Santa Marta in Ciénaga.
Na obalnem območju so suše posledica preusmeritve hladnih in toplih vetrov gornikov, ki prihajajo navzdol po Sierri, vendar morski vetrič pomaga nekoliko znižati temperature, vendar se zaradi svoje smeri posledice suše na koncu še dlje razširijo v notranjost.

### Neurja
Departma Magdalena ima zaradi svoje lege v intertropski konvergenčni coni le dve sezoni. Deževna sezona traja med aprilom in novembrom, z manj intenzivnostjo med junijem in avgustom. Suha sezona traja od decembra do marca.
Depresija Mompox predstavlja lastne podnebne razmere zaradi številnih stalnih vodnih teles, kot so različne ciénage ali močvirja, ter reke in jezera. Ta mokri habitat, ki je trajno izpostavljen sončnemu sevanju, ustvarja zelo vlažno okolje, s povprečno letno količino padavin med 1500 in 2000 mm, te padavine so konvekcijske, saj nastanejo z izhlapevanjem vode pri visokih temperaturah, kar je značilno padavine okoli ekvatorialnega pasu.
Zaradi zapletene geografije se padavine v departmaju gibljejo od 250 mm na najbolj suhih območjih do 4000 mm v hladnih tleh Sierra Nevade.

### Okolje
Ozemlje Magdalene ima površino približno 23.188 km², majhno v primerjavi z drugimi regijami, vendar na ozemlju najdemo različne vrste različnih ekoregij. Od plaž in morske pokrajine na severu, zasneženih vrhov v Sierri, močvirij na zahodu, oblačnih gozdov do travnikov v notranjosti, urbanih okrožij, kmetijskih zemljišč, suhe puščave, globokega deževnega gozda, skalnate reke do številnih drugih majhnih ekosistemov. Ti ekosistemi podpirajo različne živali in rastline ter hranijo številne občutljive vrste.

#### Ekoregije
Po podatkih Svetovnega sklada za naravo je v departmaju Magdalena oziroma na njegovem ozemlju 8 različnih ločenih ekoregij.
| Ekoregija                                      | Biom                                                         |
| ---------------------------------------------- | ------------------------------------------------------------ |
| Gorski gozdovi doline Magdalene                | Neotropski tropski in subtropski vlažni širokolistni gozdovi |
| Vlažni gozdovi Magdalena–Urabá                 | Neotropski tropski in subtropski vlažni širokolistni gozdovi |
| Suhi gozdovi doline Sinú                       | Neotropski tropski in subtropski vlažni širokolistni gozdovi |
| Gorski gozdovi Santa Marte                     | Neotropski tropski in subtropski vlažni širokolistni gozdovi |
| Santa Marta páramo                             | Neotropski gorski travniki in grmičevje                      |
| Suhi gozdovi doline Magdalena                  | Neotropski tropski in subtropski suhi širokolistni gozdovi   |
| Vegetacije sušnih območij Guajira–Barranquilla | Neotropske puščave in grmičevje suhih površin                |
| Mangrove Magdalena–Santa Marta                 | Neotropske mangrove                                          |

### Administrativne enote
Departma Magdalena politično in upravno sestavlja 29 občin in 1 okraj ter 198 corregimiento, 54 zaselkov in 8 populacijskih središč. Teh 30 občin je združenih v 5 provinc: Santa Marta, Norte, Centro, Sur in Río.
Za leto 2017 je bilo registriranih 321.607 mestnih in 82.095 podeželskih nepremičnin.

## Turizem
- Quinta de San Pedro Alejandrino, kraj smrti Simona Bolívarja.
- Narodni naravni park Tayrona, edinstven ekosistem.
- Letališče Santa Marta
- Konjeniški spomenik Simóna Bolívarja
- Casa de la Aduana
- Pristanišče Santa Marta

- Muzej zlata
- Casa de la Aduana
- Spomenik Simóna Bolívarja
- Quinta de San Pedro Alejandrino (Narodno svetišče in muzej)
- Turistično, kulturno in zgodovinsko okrožje Santa Marta
- Ciudad Perdida (Unescova svetovna dediščina)
- Ciénaga Grande de Santa Marta (zavetišče živali in rastlin)
- Isla de Salamanca (naravni spomenik)
- Narodni park Sierra Nevada de Santa Marta
- Narodni naravni park Tayrona